# Młock (gromada)
Młock – dawna gromada, czyli najmniejsza jednostka podziału terytorialnego Polskiej Rzeczypospolitej Ludowej w latach 1954–1972.
Gromady, z gromadzkimi radami narodowymi (GRN) jako organami władzy najniższego stopnia na wsi, funkcjonowały od reformy reorganizującej administrację wiejską przeprowadzonej jesienią 1954 do momentu ich zniesienia z dniem 1 stycznia 1973, tym samym wypierając organizację gminną w latach 1954–1972.
Gromadę Młock z siedzibą GRN w Młocku utworzono – jako jedną z 8759 gromad na obszarze Polski – w powiecie ciechanowskim w woj. warszawskim, na mocy uchwały nr VI/10/1/54 WRN w Warszawie z dnia 5 października 1954. W skład jednostki weszły obszary dotychczasowych gromad Brody Młockie, Lipiny i Młock ze zniesionej gminy Młock oraz obszary dotychczasowych gromad Gostomin, Lipówiec i Rzeszotko() ze zniesionej gminy Ojrzeń w tymże powiecie. Dla gromady ustalono 11 członków gromadzkiej rady narodowej.
31 grudnia 1959 z gromady Młock wyłączono (a) wsie Rzeszotko i Gostomin oraz kolonię Lipówiec, włączając je do gromady Ojrzeń oraz (b) wieś Lipiny, włączając ją do gromady Ościsłowo w tymże powiecie, po czym gromadę Młock zniesiono a jej (pozostały) obszar włączono do gromady Wola Młocka tamże.